# فيليبيكوس باردانيس
فيليبيكوس باردانيس (باليونانية: Φιλιππικός). كان إمبراطور الإمبراطورية البيزنطية ما بين 711-713.

## نبذة عنه
فيليبيكوس باردانيس أو فيليبيكوس فاردانييس (كما لدى الارمن) هو أحد اباطرة الرومان الذين زامنوا دولة بني امية ويقال انه من اصل ارمني
استمر حكمه لمدة بسيطة منذ عام 711 م وحتى سنة 713، سبقه في الحكم جستنيان الثاني ولحقه في الحكم أناستاسيوس الثاني من 713م إلى 715م الذي يشابه اسمه بابا الروم أناستاسيوس الثاني لكنهما شخصيتان منفصلتان تماما حيث عاش هذا البابا في القرن الخامس وتوفي بالتحديد سنة 498 للميلاد.

أرتيموس كان بيرقراطيا أمينا للامبراطوريه لسلفه وحكمه كان وجيزا بين 713 إلى 715 ميلادي.. لانه قام بعدة انقلابات سياسيه وعسكريه في تراقيا وآنذاك قد اطاح بالإمبراطور فليبيكوس وحاول تهديد العرب عدة مرات وفشل الا انه بعث بدبلومسيات عديده ولكن لا محال وخاصة في سوريا.
وبما ان حكم فترة وجيزه فله نقوذ قليله وحتى ليست باسمه كلها ولقد لحق هذا الإمبراطور أيضا لحق به من بعده ثيودوسيوس الثالث Theodosios III من 715 إلى 717 هذا الاسم«ثيودوسيوس» معناه:«المانح الله» (من اليونانيه "θεοδόσιος"،) (Theodosius)
فهكذا يكون الإمبراطور فيليبيكوس باردانيس قد خلفه أناستاسيوس الثاني المعروف أيضا باسم ارتيميوس الذي خلفه ثيودوسيوس الثالث 

و هذا الاخير خلفه الإمبراطور ليو الثالث الإيساوري أو الاشوري وكان الإمبراطور البيزنطي من 717 حتى وفاته في 741. وقد وضع حدًا لفترة عدم الاستقرار، واستطاع أن يدافع بنجاح عن الإمبراطورية ضد غزو الأمويين وتحريم توقير الأيقونات.و في عهد حكمه حاصر الامويون القسطنطينية في عهد سليمان بن عبد الملك سنة 718 فلم يستطيعوا اقتحامها بسبب سلاح النار الاغريقية.و كان زمانه من بعد ذلك يزامن خلافة الخليفة الراشد عمر بن عبد العزيز.

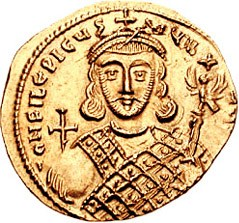
عملة منقوشة عليها اسم فليبيكوس و صورته

## توليه الحكم
اعتمد فيليبيكوس على دعم حزب المونوثيليتية، وقدم بعض الذرائع على العرش وذلك بعد اندلاع أول تمرد كبير ضد الإمبراطور جستنيان الثاني؛ هذه أدت إلى ابعاده لكيفالونيا، وبعد ذلك نفي إلى تاوريس خيرسون بأمر من جستنيان. هنا باردانيس، مع اسم فيليبيكوس، حرض بنجاح سكان المنطقة على الثورة بمساعدة الخزر. استولى المتمردون على نجاح القسطنطينية، وهرب جستنيان (إلا أن اغتيل بعد ذلك بقليل)؛ فتولى فيليبيكوس العرش

## خلعه عن العرش
في أواخر شهر مايو 713 تمردت قوات اوبسيكيون في تراقيا. العديد من ضباطهم توغلوا في العاصمة وأعمى فليبيكوس عقابا له يوم 3 يونيو، 713 في حين أنه كان في ميدان سباق الخيل.وخلفه لفترة قصيرة الإمبراطور أناستاسيوس الثاني.
| قبله: جستنيان الثاني | الأباطرة البيزنطيون 711-713 | بعده: أناستاسيوس الثاني |

## مواضيع مرتبطة
- الإمبراطورية البيزنطية
- قائمة الأباطرة الرومان